# Єврейська квота
Єврейська квота — дискримінаційна расова квота, спрямованою на обмеження або заборону доступу євреїв до різних установ. Такі квоти були широко поширені в XIX та XX століттях у розвинених країнах, перш за все, стосовно здобувачів вищої освіти, головним чином у престижних університетах.

## По країнах

### Канада
Деякі університети в Канаді, зокрема Університет Макгілла, Монреальський університет та Медичний факультет Університету Торонто, давно встановили квоти на кількість євреїв, прийнятих до відповідних університетів. Жорстка квота Університету Макгілла була найдовшою, її офіційно запровадили в 1920 році та не відміняли до кінця 1960-х років.

### Німеччина
У Німеччині в 1929 році було прийнято цілий ряд резолюцій numerus clausus на основі раси та місця походження, а не релігії.
25 квітня 1933 року нацистський уряд запровадив 1,5 % квоту для нових прийомів німецьких неарійців — тобто, головним чином, для німецьких євреїв. Новим законом було обмежено вступ арійських та неарійських здобувачів до середніх шкіл (höhere Schulen) та університетів. Крім того, середні школи та університети, які мали більше студентів, ніж потрібно для працевлаштування, за якими вони готували своїх студентів, були змушені скоротити кількість студентів. При цьому на навчанні мали залишитися максимум 5 % німецьких студентів-неарійців. Прийняття цього закону пояснювалося необхідністю уникнути переповненості шкіл та університетів, що посилалося через очевидні на той час побоювання, що велика кількість студентів знизить якість вищої освіти в Німеччині. На початку 1933 року близько 0,76 % населення Німеччини були євреями, але понад 3,6 % студентів німецьких університетів були євреями, це число неухильно зменшувалося з понад 9 % у 1880-х роках. Після 30 липня 1939 року євреям взагалі більше не дозволялося відвідувати німецькі державні школи, а попередній закон про квоти було скасовано непублічним положенням у січні 1940 року. с. 193
На додаток до потужної антисемітської програми, закон та подальші правила тимчасово використовувалися для обмеження загального доступу до університету для інших груп, які не вважалися «неарійськими», як випливає з назви закону. Починаючи з 1934 року, постанова обмежувала загальну кількість студентів, прийнятих до університетів Німеччини, і була введена спеціальна квота, яка скорочувала прийом жінок до максимальних 10 %. Незважаючи на те, що обмеження не були повністю дотримані, жіноча квота залишалася трохи вищою за 10 % головним чином через те, що менший відсоток чоловіків, ніж жінок, погоджувався на вступ до університету, через що жінкам було приблизно вдвічі важче розпочати власну професійну кар'єру після закінчення університету, ніж чоловікам з однаковою кваліфікація. С. 80 і далі. Після двох семестрів ці ліміти прийому були скасовані, однак, залишивши діючими жорсткі правила для неарійців. стор. 178

### Угорщина
Закон про Numerus Clausus був прийнятий у 1920 році за уряду Пала Телекі. Було сказано, що етнічний склад студентства має відповідати національній чисельності населення. Обмеження були послаблені в 1928 році. Расові критерії при прийомі нових студентів були вилучені та замінені соціальними критеріями. Було встановлено п'ять категорій: державні службовці, фронтовики та офіцери, дрібні землевласники і ремісники, промисловці та купці.

### Польща
Дивіться Numerus clausus у Польщі та Лавкове гетто.

### Румунія
Numerus Clausus не було введено законом, але його положення застосовували до кількості студентів університетів Клуж, Бухарест, Ясси та Чернауті.

### Російська імперія та СРСР
У 1887 році було прийнято Numerus Clausus, згідно з яким частка єврейських студентів не повинна перевищувати 10 відсотків у містах на території компактного проживання євреїв, 5 відсотків в інших містах і лише 3 відсотки в Москві та Санкт-Петербурзі. Ці обмеження були зняті навесні 1917 року після зречення царя під час ранньої фази російської революції 1917—1918 рр. (так звана Лютнева революція 1917 року); пізніше, наприкінці 1940-х років, під час початкової фази холодної війни та розгортання кампанії боротьби з «безрідними космополітами», де-факто груба дискримінація єврейських абітурієнтів була знову запроваджена в багатьох закладах вищої освіти Радянського Союзу аж до перебудови.

### США
Деякі приватні університети, особливо Гарвард, запровадили політику, яка фактично встановила квоту на кількість євреїв, прийнятих до університету. Президент Гарвардського університету у 1909—1933 роках Ебботт Лоуренс Ловелл зосередив увагу на «єврейській проблемі», коли кількість єврейських студентів зросла у 1922 році до 22 відсотків у порівнянні з 6 % — у 1908 році. Тоді Ловелл продовжив аргументацію на користь «обмеження кількості тих, хто пізніше буде прийнятий до університету». Однак таке впровадження квоти на кількість євреїв було не унікальним для Гарварду. Після того, як у 1926 році Гарвард оголосив про запровадження «нової політики прийому, [яка] приділятиме великий наголос на характер та особистість [,] Yale Daily News високо оцінила це рішення та висунула власну версію того, як Єльський університет має відбирати своїх студентів на спеціальність редагування у статті „Острів Елліс для Єльського університету“. Автор статті закликав університет запровадити імміграційні закони, більш обмежувальні, ніж закони уряду Сполучених Штатів Америки».
За словами історика Девіда Ошинського, який писав про Джонаса Солка: «Більшість навколишніх медичних шкіл (Корнелльського, Колумбійського, Пенсільванського та Єльського університетів) мали жорсткі квоти. У 1935 році до Єльського університету вступили 76 абітурієнтів із 501 бажаючих. 200 із цих заявників були євреями, і лише п'ятеро з них потрапили до числа студентів». Він зазначає, що інструкції декана Мілтона Вінтерніца були надзвичайно жорсткими: «Ніколи не допускайте більше п'яти євреїв і взагалі не беріть темношкірих». У результаті Ошинський додав, що «Джонас Солк і сотні подібних йому» замість цього вступили до Нью-Йоркського університету. Фізику та лауреату Нобелівської премії Річарду Філіпсу Фейнману в 1930-х роках відмовили в Колумбійському коледжі, а замість нього він пішов на навчання до Массачусетського технологічного інституту.
Згідно з книгою Дена Орена «Приєднання до клубу — історія євреїв та Єльського університету», неофіційна політика прийому до Єльського університету лише близько 10 відсотків євреїв припинилася на початку 1960-х років.

### УНР та ЗОУНР
Згідно з «Тимчасової інструкції Генеральному секретаріату», виданої 17 серпня (4 серпня — за юліанським стилем) 1917 року кількість секретарів зменшено до 7, при цьому 4 з них мали бути неукраїнцями (запроваджено квоту), тощо.
За рішенням Президії Центральної Ради близько 30 % депутатських мандатів одержали представники польських та єврейських соціалістичних партій. Утім, серед усього населення України етнічні меншини складали приблизно 25 %. Зокрема, росіяни мали у в українському парламенті 14 % усіх мандатів, євреї 6 %, поляки 2,5 %; молдавани мали у Центральній Раді 4 місця, німці і татари по 3, а білоруси, чехи та греки по одному місцю.
Закон про скликання сейму ЗОУНР передбачав квоти для представництва основних національностей Галичини. Сейм, до виборів якого так і не дійшло, мав складатися з 226 депутатів: 160 українців, 33 поляків, 27 євреїв і 6 німців.

### Югославія
У 1940 році уряд Королівства Югославії прийняв Указ про зарахування осіб єврейського походження до університетів, середніх шкіл, педагогічних коледжів та інших професійних шкіл у відповідності до частки євреїв у загальній кількості населення.